# 1206 – Die Kaiserschlacht von Wassenberg
1206 – Die Kaiserschlacht von Wassenberg ist ein Musical von Michael Bednarek (Texte) und Torben Beerboom (Musik). Es entstand anlässlich der 800-Jahr-Feier der Stadt Wassenberg. Die Premiere fand am 27. Juli 2006 im Festsaal der Burg Wassenberg statt. Vom 11. bis zum 13. Januar 2008 wurde das Stück im Consol Theater in Gelsenkirchen aufgeführt.
Das Musical beschreibt die Vorfälle, die zum Krieg zwischen den deutschen Königen Philipp von Schwaben und Otto IV. führten. Sämtliche Personen basieren auf realen Vorbildern. Lediglich Kunigunde ist fiktiv. In seinem Musical verbindet Michael Bednarek eine reale Geschichte mit plausiblen fiktiven Elementen zu einem spannenden und in sich geschlossenen Ganzen.
Torben Beerboom komponierte im Musical rockige und poppige Up-Tempo Songs kombiniert mit Pop-Balladen. Die Musik passt sich den szenischen Geschehnissen des Musicals an und bildet durch die enge Abstimmung von Texter und Komponist eine Einheit. Das gesamte Musik-Arrangement lag in den Händen von Torben Beerbooms.

## Inhalt
Heinrich VI. versucht durch den im März 1196 verkündeten Erbreichsplan das geltende Wahlkönigtum in ein Erbkönigtum umzuwandeln. Er rechnet aber nicht mit dem Widerstand zahlreicher Reichsfürsten. Das Ergebnis zeigt sich in der Doppelwahl des Jahres 1198. Hierbei wird sowohl der Staufer Philipp von Schwaben als auch der Welfe Otto IV. zum deutschen König ausgerufen. Beide haben die Möglichkeit, zum Kaiser gekrönt zu werden. Es kommt zum Deutschen Thronstreit. Voraussetzung für eine Kaiserkrönung ist die Zustimmung von Papst Innozenz III. Für seine Einwilligung erwartet dieser jedoch eine fürstliche Entlohnung. Es zeigt sich jedoch, dass es für eine friedliche Einigung bereits zu spät ist.

## Musikstücke
- Die Schlacht von Wassenberg
- Gottesurteil
- Heil oh König
- Schenk’ mir noch einen Tanz
- Zu den Waffen
- Im Schmerz ist man allein
- Bube, Dame, König
- Du bist mein Mond
- Im Dunkel der Nacht
- Verrat
- Meine Welt so leer
- Mutter
- Reprise – Im Dunkel der Nacht
- Die Schlacht von Wassenberg – Finale

## Darsteller der Premierenvorstellung
Michael Bednarek (Philipp von Schwaben), Heiko Herrmann (Otto IV.),
Michael Handwerk (Papst Innozenz III.), Sonja Laurentiu (Irene von Schwaben), Mandy Kollek (Beatrix), Gudrun Ehrbar (Frau Hirschfeld), Coline Hardelauf (Kunigunde), Thomas Becker (Pfalzgraf Otto von Bayern) und Lena Winkel (Frau Fundstätt)